# Mohammed Deif
Mohammed Diab Ibrahim al-Masri (àrab: محمد دياب ابراهيم المصري, Muḥammad Diyāb Ibrāhīm al-Maṣrī; Camp de Refugiats de Khan Yunis, 12 d'agost de 1965 - Al-Mawasi, 13 de juliol de 2024), conegut com a Mohammed Deif (àrab: محمد الضيف, Muḥammad aḍ-Ḍayf), va ser un militant palestí, cap de les Brigades Ezzedeen al-Qassam, el braç armat de Hamàs.

## Biografia
Mohammed al-Masri va néixer l'any 1965 al camp de refugiats de Khan Yunis, a la Franja de Gaza, en una família que va fugir o va ser expulsada durant la guerra de Palestina de 1948. Va deixar l'escola temporalment per mantenir la seva família i després va obtenir una llicenciatura en química a la Universitat Islàmica de Gaza el 1988, on havia establert un grup de teatre.

### Militant de Hamàs
Masri es va unir a Hamàs l'any 1987, setmanes després de la seva fundació durant la Primera Intifada contra l'ocupació israeliana, i més tard va passar a ser conegut com Mohammed Deif, que significa ‘convidat’ en àrab, possiblement en referència a l'estil de vida nòmada que va adoptar per evitar ser un objectiu. Durant la dècada de 1990 i principis de la dècada de 2000 va planejar diversos atacs suïcides, com l'atemptat en un autobús a la carretera de Jaffa, el 1996, on hi van morir 27 persones.

### Cap de les Brigades al-Qassam
Es va convertir en el cap de les Brigades al-Qassam el 2002, i des de llavors ha desenvolupat les capacitats del grup, transformant-lo d'un grup de cèl·lules amateurs a unitats militars organitzades. Ha dirigit l'estratègia del grup de combinar els atacs amb coets a Israel amb la guerra de túnels i va ser fonamental per planificar l'atac dirigit per Hamàs el 2023 a Israel que va iniciar la guerra entre Israel i Hamàs.
Deif va ser l'home «més buscat» per l'exèrcit israelià des de 1995 per la mort de soldats i civils israelians. Va ser detingut per l'Autoritat Palestina a petició d'Israel l'any 2000, però va escapar el desembre d'aquell any amb l'ajuda d'alguns dels seus guàrdies. va ser l'objectiu de diversos intents d'assassinat per part d'Israel des del 2001. La seva dona, Widad Asfoura, el seu fill petit Ali, de 7 mesos, i la seva filla Sarah, de 3 anys, van morir en un atac aeri israelià el 2014. Els Estats Units i la Unió Europea van afegir Deif a les seves llistes de terrorisme el 2015 i el 2023, respectivament. El maig de 2024, el fiscal del Tribunal Penal Internacional (CPI) va sol·licitar ordres de detenció per a Deif i diversos líders de Hamàs i d'Israel per la seva conducta bèl·lica.

## Imatge pública
Només hi ha dues fotos conegudes de la cara de Deif, la més recent de les quals va ser presa l'any 2000. Mai apareixia en públic, i rarament donava comunicats d'àudio gravats. Es desconeixia el seu parador, però és probable que es mogués per les xarxes de túnels subterranis de Gaza.
Malgrat la seva nul·la presència pública, era molt popular entre els palestins pel seu discurs dur contra Israel, i es va convertir en un heroi popular per la seva capacitat de supervivència a molts intents d'assassinat. Se l'anomenava també «el cervell mestre». Com a senyal de la seva popularitat, el seu nom ha aparegut en consignes de protesta com ara «Poseu l'espasa davant l'espasa, som els homes de Mohammed Deif». La seva posició com a cap militar, més que no pas polític, el va protegir de les crítiques a l'administració de Hamàs a la Franja de Gaza.

## Mort
El 13 de juliol de 2024, va ser l'objectiu d'un atac israelià al barri d'al-Mawasi de Khan Yunis, al sud de la Franja de Gaza. Segons informes del Ministeri de Salut de Gaza, almenys 90 palestins van morir i 289 van resultar ferits com a conseqüència de l'atac. Les FDI van informar que un dels socis de Deif i un dels cervells de l'atac del 7 d'octubre, el comandant de la Brigada Khan Yunis, Rafa'a Salameh, es trobava entre els morts. Amb relació a Deif, va afirmar que hi havia indicis que ell també havia estat eliminat, però no n'havien aconseguit una confirmació oficial. Mentrestant, Hamàs va negar que Deif hagués mort. L'1 d'agost de 2024, les FDI van afirmar haver pogut confirmar el seu assassinat.